# الأكاديمية المهنية للمعلمين (مصر)
الأكاديمية المهنية للمعلمين، هي مقر تدريبي للمعلمين وهي تابعة لوزارة التربية والتعليم المصرية، وتأسست بالقرار الجمهوري رقم 129 لسنة 2008، ووفقاً للمادة (75) من القانون رقم 155 لسنة 2007 بتعديل بعض أحكام قانون التعليم الصادر بالقانون رقم 139 لسنة 1981. الأكاديمية المهنية للمعلمين هي هيئة تتمتع بالشخصية الاعتبارية العامة وتتبع وزير التربية والتعليم، وتعتبر هذه الأكاديمية إحدى الهيئات المعاونة في تنفيذ الخطة الإستراتيجية القومية للتعليم 2007- 2012 لإصلاح التعليم قبل الجامعى في مصر وذلك فيما يتعلق ببرنامج تحديث الموارد البشرية والتنمية المهنية من خلال الارتقاء بالنواحي المهنية للمعلمين.
ويتلخص دور الأكاديمية في أنها الكيان المتخصص المسئول عن تصميم وتخطيط أنشطة التنمية المهنية للمعلمين والقيادات التربوية وتنسيقها وتقييمها ومتابعتها وذلك لضمان تطبيق كادر المعلمين بالإضافة إلى تطبيق نظام لمنح تراخيص أو شهادات صلاحية مزاولة المهنة للمعلمين والمدربين والمقيمين ونظام لاعتماد برامج وهيئات التدريب والتنمية المهنية ويتضمن ذلك الإرشاد والتأهيل لمزاولة مهنة التدريس واعتماد معايير الترقى من مستوى لآخر من مستويات كادر المعلمين ووضع أسئلة الاختبارات. تهتم الأكاديمية كذلك بمجالي البحث العلمي وخدمة المجتمع.

## شروط الأكاديمية المهنية للمعلمين لترقية المعلمين[2]
توجد بعض الشروط التي تخص ترقية المعلمين والتي تتمثل في النقاط التالية:
- أن يكون المعلم قد أجتاز الشروط الخاصة بكادر المعلم وقد تم تسوية الحالة الوظيفية للمعلم.
- ولابد وأن يكون المعلم المرشح لتلك الترقية قد أتم 5 سنوات بالدرجة الوظيفية التي يوجد بها خاصة وقت فتح باب التقديم على الترقيات وأن يتم احتساب تلك المدة منذ اليوم الأول الذي قد تم تعيينه على الدرجة الوظيفية الأدنى من الجهة المختصة سواء إن كان من قبل المحافظ أو الوزير.
- أن يكون المعلم المتقدم على رأس العمل ولا يأخذ أجازة من أي نوع إلا في الحالات المسموح بها من قبل وزارة التربية والتعليم والأزهر الشريف.
- يستثني من التدريبات المقدمة من الأكاديمية المهنية من يعاني من الأمراض المزمنة على أن يتم تحديد الأمر من قبل المختصين.

## الأوراق المطلوبة لترقية المعلمين[3]
- ملف الترقية من مستوى لمستوى أعلى الخاص بالمعلم
- تقريرين عن أداء المعلم في العاميين الماضيين
- صحيفة أحوال معتمدة مطبوعة من الإدارة التعليمية التابع لها المعلم
- صورة من بطاقة الرقم القومي
- ملف إنجاز المعلم مدون به كافة بياناته الأساسية
- تقديم إخلاء طرف للأكاديمية الخاصة بالمعلم سيتم تسلمه بعد التدريب
- تسليم إقرار يفيد بعمله مدة 5 سنوات في الدرجة الوظيفية التي يريد الانتقال منها.

## انظر ايضاً
- كادر المعلمين

## وصلات خارجية
موقع أكاديمية المعلم